# Biosfera
Biosfera je vsota vseh ekosistemov. Imenuje se tudi območje življenja na Zemlji. Je svetovni ekološki sistem, ki vključuje vsa živa bitja na Zemlji in njihova razmerja, vključno z njihovo povezavo z elementi litosfere, hidrosfere in ozračja. Znanstveniki predvidevajo, da je biosfera nastala pred 3,5 milijarde let s procesom biogeneze.

## Izvor in uporaba izraza
Izraz biosfera je skoval geolog Eduard Suess leta 1875, katerega je definiral tako:
»Mesto na Zemeljski površini, kjer se nahaja življenje.«
Medtem, ko ima izraz biosfera geološki izvor, na ta izvor vplivata tako Darwinova in Mauryjeva veda o zemlji. Povezava biosfere v ekološki kontekst prihaja iz dvajsetih let dvajsetega stoletja (glej Vladimir I. Vernadsky), ki uspešno nadgradi tezo iz leta 1935, vpeljano po Sir Arthur Tansley-u (glej zgodovina ekologije). Vernadsky je definiral ekologijo kot znanost biosfere. To je v bistvu interdisciplinarni koncept vključevanja astronomije, geofizike, meteorologije, biogeografije, evolucije, geologije, geokemije, hidrologije in – splošno povedano – vsega življenja in zemeljskih znanosti.

## Domneva GAIA
Domneva Gaia je teorija, da je biosfera organizem, ki vseskozi raste – metaforično ali pa zares. James Lovelock, angleški znanstvenik ozračja, je predstavil domnevo Gaiao, da bi razložil kako sodelujeta naravni biotični in nenaravni abiotični faktor v biosferi. Ta domneva gleda na zemljo kot živi organizem, v katerem ozračje, geosfera in hidrosfera delujejo kot medsebojno povezani sistemi, ki so nosilci vsega živega. V zgodnjih 1970-ih, je Lynn Margulis, ameriški mikrobiolog, dodal k domnevi to, da ne obstaja nič specifičnega, kar bi vezalo biosfero in druge zemeljske sisteme. Za dokaz, ko se višina ogljikovega dioksida v ozračju poveča, začne rastlinje hitreje rasti. Posledica je zmanjšanje ravni ogljikovega dioksida v ozračju.
Dandanes je veliko znanstvenikov vpletenih v novih področjih, kjer preučujejo delovanje naravnih biotičnih in nenaravnih abiotičnih faktorjev v biosferi. Dve takih ved sta geobiologija in geomikrobiologija. Ekosistemi se pojavljajo, ko živa bitja in njihovo okolje delujejo kot sistem. Razlika med ekosistemom in biosfero bi bila potem preprosta – biosfera je na splošno vse. 

## Obseg Zemljine biosfere
Vsak del planeta, od polarnih kap do širnega ekvatorja, podpira življenje – naj si bodi mikroskopska bakterija, ali pa ogromni kit. Novejše raziskave kažejo iz področja mikrobiologije kažejo, da je obseg mikrobnih živih tvorb v zemljini skorji in v tako imenovanih 'neživljenjskih območjih' večji, kot vseh drugih živih bitij na zemlji – živalstva in rastlinstva. Natančen obseg zemljine biosfere je zelo težko izmerljiv. Večina ptic leti na višini 650 – 1800 metrov, in obstajajo primeri rib, ki živijo na globinah tudi do 8372 metrov pod vodo (jarek Puerto Rico).
Seveda obstajajo tudi ekstremi – ugotovljeno je, da Rüppell-ov jastreb leti na zavidljivih 11300 metrov visoko, in da se gosi, ko se selijo, letijo čez Mount Everest – na 8300 metrih nadmorske višine. Jaki živijo konstantno na višinah 3200 – 5400 metrih nadmorske višine, gorske koze do 3050 metrov. Na takih višinah, se rastlinojedi največkrat preživljajo z mahovjem, lišaji in zelišči
Mikroskopski organizmi živijo pa v takih ekstremih, da – če jih vzamemo v obzir – se širina zemljine biosfere krepko poveča. Najdeni so bili mikrobi v ozračju, tudi na 41 kilometrih. Malo verjetno je, da so mikrobi aktivni na taki nadmorski višini, kjer so temperature izjemno nizke in ultravijolično sevanje zelo visoko. Veliko bolj vrjetno je, da so bili ti mikrobi prenešeni v višje sloje ozračja preko vetrov ali ognjeniških izbruhov. Mikrobe, ki živijo v morju, so našli na globini več kot 10 km (Marijanin prekop). Mikrobi niso odvisni od vode, zraka ali Zemeljske skorje. Gojeni termofilni mikrobi so bili odstranjeni iz jedra zemlje, kjer so temperature kamnine nekje med 65-75 °C. Temperatura se povečuje hitro glede na bližino jedra zemlje. Hitrost dviga temperature je odvisna od veliko faktorjev vključno s tipom zemljeske skorje (zemljaska skorja ali dno morja), tipa kamnine, geografske lokacije itd. Zgornja temepraturna meja, pri kateri mikrobi preživijo, je 122 °C, tako, da lahko mejo preživetja v globoki boisferi definiramo po temepraturi, bolj kot po aboslutni globini.
Zemeljsko biosfero lahko razdelimo na številne ekosisteme, na katerem v glavnem prebivajo podobne floro in favno. Na kopnem so ekosistemi večinoma ločeni po zemljepisni širini. Zemljski ekosistem okoli Artike in Artičnega kroga je relativno neprijazen do rastlinskega in živalskega življenja, med tem ko je ekosistem blizu ekvatorja bolj pogosto naseljen. Kopenski organizmi v zmernih in Artičnih ekosistemih imajo relativno malo rastlinja (biomase), energijskih izvorov, ter imajo vidne prilagoditve na mraz. Te organizmi se prilagojeni tudi na selitveno migracijo, zmisko spanje, več plastno izolacijo pred mrazom (koža, maščoba), ter znajo uravnavati toploto v telesu (vročekrvnost).

## Različne biosfere
- Biosfera 1 - Zemlja
- Biosfera 2 - Laboratorij v Arizoni (ZDA), kateri vsebuje 13000m² zaprtega ekosistema.
- BIOS-3 je bil zaprt ekosistem v inštitutu Biofizike v Krasnoyarsk, Siberia v prejšnji Sovjetski zvezi.
- Biosfera J (CEEF, Closed Ecology Experiment Facilities) - eksperiment na Japonskem